# Анджей Шалявський
Анджей Шалявский (пол. Andrzej Szalawski, справжнє прізвище Плюціньский; 1911—1986) — польський актор театру і кіно.
Анджей Шалявский народився 4 грудня 1911 року в Варшаві. Акторську освіту отримав в Державному інституті театрального мистецтва у Варшаві, який закінчив в 1937 році. Помер 11 жовтня 1986 року в Варшаві.

## Вибрана фільмографія
- 1960 — Хрестоносці
- 1971 — Перстень княгині Анни